# Tasiusaq (Upernavik)
Tasiusaq [ˌtasiuˈsɑq] (nach alter Rechtschreibung Tasiussaĸ) ist eine grönländische Siedlung im Distrikt Upernavik in der Avannaata Kommunia.

## Lage
Tasiusaq liegt an der Südküste einer Halbinsel im Westen der recht großen gleichnamigen Insel 71 km nördlich von Upernavik. Die nächsten Siedlungen sind Innaarsuit 19 km südlich und Nutaarmiut 20 km nordwestlich.

## Geschichte
1805 wurde ein Udsted einige Hundert Kilometer weiter östlich gegründet. 1806 lebten 43 Menschen in zwei Häusern in Tasiusaq. 1808 gab es an diesem Ort ein Erdhaus mit Holzdach als Wohnhaus und ein selbiges als Proviant-, Material- und Produktlager. Bereits 1811 wurde die Station jedoch von englischen Walfängern ausgeraubt und zerstört. Noch 1850 war der Ort unbewohnt. Erst gen Ende des 19. Jahrhunderts, vermutlich 1898, wurde Tasiusaq als Udsted neuerrichtet, der an der Noorliit genannten Stelle lag. 1906 wurden einige Handelsgebäude weiter östlich errichtet, womit sich der Ort einen Kilometer in diese Richtung verschob. Anfang des 20. Jahrhunderts zogen viele Menschen weiter nach Norden.
1911 wurde Tasiusaq eine eigene Gemeinde, der von Norden nach Süden anfangs die Wohnplätze Illulik, Ikermiut, Itissaalik, Mernoq (kurz davor oder danach aufgegeben), Kuuk, Sarfaq, Ikerasaarsuk, Nutaarmiut, Saattoq, Saffiorfik, Uingasoq (kurz davor oder danach aufgegeben) und Eqqorleq angehörten. 1916 wurde Sarfaq aufgegeben und in der Nähe Appaalissiorfik besiedelt. Etwa zeitgleich wurde Kittorsaq besiedelt. Die Gemeinde hatte eine Nord-Süd-Ausdehnung von rund 150 km, was ein Vielfaches mehr als bei allen anderen Gemeinden war. Die anderen Gemeinden im Kolonialdistrikt hatten jeweils nur eine Ausdehnung von etwa 25 km. 1923 wurde ein Udsted im zuvor unbewohnten Nuussuaq gegründet und die Gemeinde somit aufgespalten. Die Grenze zwischen beiden Gemeinden wurde südlich von Kuuk gesetzt, sodass die Gemeinde fortan nur noch aus sechs Wohnplätzen (Ikerasaarsuk, das neubesiedelte Itilliarsuk, Nutaarmiut, Saattoq, Saffiorfik, Eqqorleq) bestand und rund 50 km von Nord nach Süd maß.
1918 hatte Tasiusaq 38 Einwohner, darunter der dänische Udstedsverwalter. Unter den Bewohnern waren neben dem Udstedsverwalter auch ein Böttcher, ein Oberkatechet und eine Hebamme. Es gab fünf grönländische Wohnhäuser, eine Wohnung für den Udstedsverwalter, ein Laden mit Proviantlager, ein Speckhaus mit noch einem Proviantlager im Dachgeschoss, eine Böttcherei mit Kohlenhaus und ein Pulverhaus. Die meisten Gebäude waren 1906 aus den Materialien früherer Gebäude errichtet worden. Außerdem gab es eine Kirche von 1909, die ein Holzhaus mit Dachschindeln war. Auf der Südseite befand sich ein kleiner Kirchturm. Die Kirche diente auch als Schule und hatte im Inneren einen Predigtstuhl, einen Altar und ein Harmonium. 1918 wurde ein Haus, das der Witwe eines Udstedsverwalters als Wohnhaus dienen sollte, an die Station Thule in Uummannaq verkauft, wo es als Warenlager und Reiseunterkunft diente.
1930 lebten 51 Menschen in Tasiusaq. 1940 waren es 76 und 1950 schon 111. Die Einwohnerzahl stieg weiter auf 121 Personen im Jahr 1960 und 152 Einwohner im Jahr 1970. 1937 wurde eine Schulkapelle errichtet, 1958 eine Telestation und 1964 eine Hebammenwohnung.
1950 wurde Tasiusaq ein Teil der neuen Gemeinde Upernavik. Bei der Verwaltungsreform 2009 kam der Ort an die Qaasuitsup Kommunia. Seit 2018 gehört Tasiusaq zur Avannaata Kommunia.

## Wirtschaft
Tasiusaq lebt hauptsächlich von der Heilbuttfischerei und der Verarbeitung des Heilbutts zu Trockenfisch. Zudem beherbergt der Ort eine private Fellverarbeitung.

## Infrastruktur und Versorgung

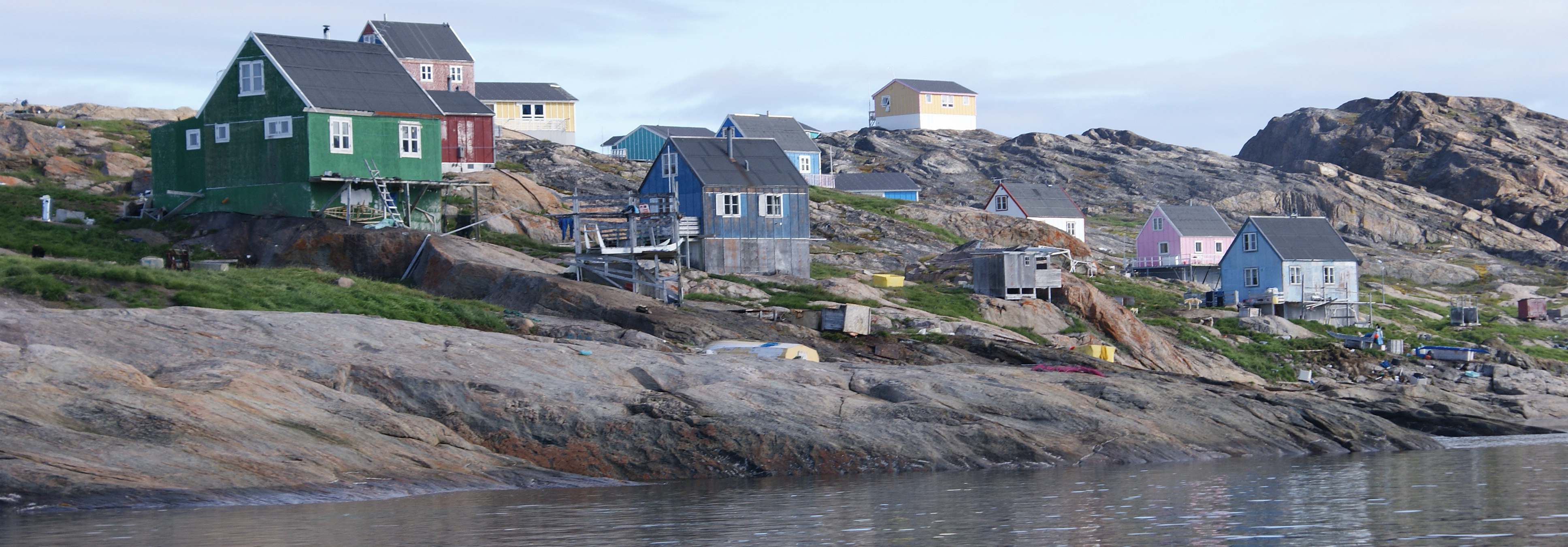
Tasiusaq (2010)

Der Hafen von Tasiusaq befindet sich ganz im Osten auf einer Halbinsel und besteht aus einem 5,5 m langen Kai. Der Heliport Tasiusaq versorgt die Ortschaft beispielsweise im Winter, wenn keine Schiffe mehr den Hafen ansteuern können. Der übrige Verkehr erfolgt durch Hundeschlitten oder Schneemobile. Die wenigen Wege in Tasiusaq sind in einem schlechten Zustand und müssten dringend erneuert werden.
Nukissiorfiit versorgt den Ort über ein Kraftwerk mit Strom, während die Wasserversorgung durch Seen oder Eisschmelze gesichert wird. Abwasser wird ins Meer und in den Boden geleitet. TELE Greenland gewährleistet die telekommunikative Anbindung.

## Bebauung
Die Tasiusap Atuarfia unterrichtet etwa 40 Schüler bis zur neunten Klasse. Im Ort gibt es zudem eine Pilersuisoq-Filiale für die Warenversorgung, ein Servicegebäude und ein 2002 errichtetes Dorfbüro. In Tasiusaq befinden sich fünf geschützte Häuser.

## Sport
Aus Tasiusaq stammt der 1964 gegründete Fußballverein TAS-64, der 1991 an der Grönländischen Fußballmeisterschaft teilnahm.

## Söhne und Töchter
- Knud Bidstrup (1907–?), Landesrat
- Ole Nielsen (1921–?), Handelsverwalter und Landesrat

## Bevölkerungsentwicklung
Tasiusaq ist nach Kullorsuaq das zweitgrößte Dorf des Distrikts. In den letzten 40 Jahren ist die Einwohnerzahl um die Hälfte gestiegen.